# Livio Agresti
Livio Agresti (n. 1505, Forlì, Italia – d. 1579, Roma, Statele Papale), numit și Ritius sau Ricciutello, a fost un pictor italian din perioada Renașterii târzii sau a manierismului, activ atât în orașul natal, Forlì, cât și la Roma, unde a murit. A fost unul dintre membrii „Școlii de pictură din Forlì”.

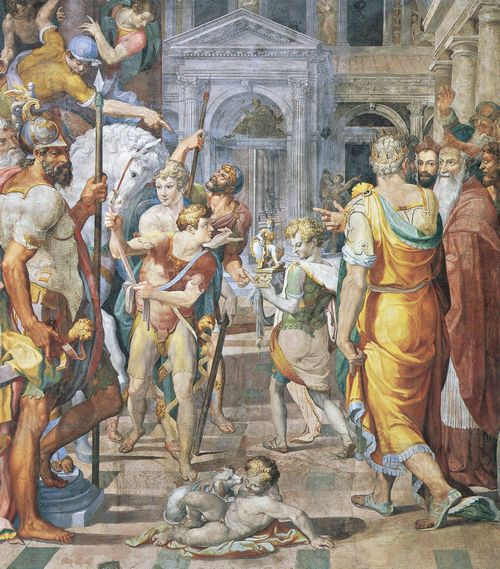
Petru de Aragon dă regatul Papei Inocențiu al III-lea (frescă, Sala Regia a Palatului Vaticanului).

## Biografie
Inițial elev al lui Francesco Menzocchi⁠(d), în 1535 a pictat frescele Euharistiei și Profeților pentru Capela Sacramentului din Catedrala din Forlì, care se află acum în galeria de artă locală, Pinacoteca Civica di Forlì⁠(d). În 1539, a pictat în Biserica Santa Maria dei Servi. În 1542, a călătorit la Ravenna, unde a pictat pânza Episcopilor păstrată acum în Catedrala Ariani. S-a alăturat Accademiei Romane di San Luca⁠(d) în 1534. În 1544, a pictat frescele figurilor alegorice din Sala Paolina de la Castelul Sant'Angelo din Roma, sub supravegherea lui Perin del Vaga⁠(d). Agresti a contribuit și la decorarea bisericii Santa Maria in Cosmedin⁠(d) din Roma.
În 1555–1556, a decorat Capela Gonzaga din Biserica Santo Spirito din Sassia cu scene biblice și s-a întors în 1574 pentru a decora Capela Sfintei Treimi cu alte scene din Noul Testament.
Cea mai recent lucrare a lui Agresti a ieșit la iveală în iunie 2009 în Catedrala Cesena, un ulei pe cupru care îl înfățișează pe patronul orașului, Sfântul Ioan Botezătorul, atribuit vechiului maestru de Alex Cavallucci.
Biserica Sf. Ioan Maddermarket din Norwich are o pânză mare în ulei cu Cina cea de taină care, deși este atribuită lui Agresti, nu are proveniență verificabilă.
Unul dintre elevii săi a fost Litardo Piccioli.